# Ordine di Saparmyrat Türkmenbaşy il Grande
L'Ordine del Primo Presidente del Turkmenistan Saparmyrat Türkmenbaşy il Grande (in turkmeno: Türkmenistanyn ilkinji Prezidenti Beyik Saparmyrat Türkmenbaşy) è un'onorificenza turkmena.

## Storia
L'ordine è stato istituto con la legge n. 151-III del 29 novembre 2007 ed è dedicato a Saparmyrat Nyýazow, il primo presidente del Turkmenistan.

## Assegnazione
L'ordine viene assegnato solo a importanti personalità statali e pubbliche - in genere i più alti funzionari di paesi stranieri - per premiare:
- un contributo significativo al rafforzamento della pace nella regione e nel mondo e lo sviluppo di relazioni amichevoli;
- l'aumento del prestigio internazionale del Turkmenistan;
- meriti speciali nello sviluppo delle relazioni politiche, economiche e culturali di altri Stati con il Turkmenistan;
- grandi servizi nello stabilire e rafforzare l'indipendenza e la neutralità del paese;
- un grande contributo al mantenimento del mutuo consenso, della solidarietà e dell'unità, della pace, dell'amicizia e della cooperazione tra i popoli;
- meriti nello sviluppo e nel rafforzamento delle relazioni interparlamentari e internazionali.[1]

## Insegne
L'insegna ha la forma di una catena d'oro 750, composta da 24 maglie, 12 delle quali a forma di ottaedro e le altre 12 realizzate sotto forma di motivi nazionali stilizzati. Tutte le maglie sono decorate con diamanti.
Il diametro delle maglie a ottaedro e la lunghezza delle altre maglie sono pari a 40 mm.
Sulla maglia di collegamento centrale è raffigurato lo stemma del Turkmenistan. Le restanti 11 maglie a sedici lati sono smaltate di verde e su di esse sono raffigurate in rilievo una mezzaluna e 5 stelle. Nella parte centrale ovale sono presenti 12 motivi nazionali stilizzati e ricoperti di smalto rosso bordeaux. 10 raffigurano un tappeto nazionale turkmeno e 2 rappresentano ornamenti nazionali.
Il pendente a forma di esaedro è collegato alla catena tramite un blocco a forma di ventaglio, sul quale sono poste 8 pietre diamantate. Il diametro totale del ciondolo è di 80 mm, il diametro del cerchio è di 60 mm. Al centro, sullo sfondo di uno strato di smalto bianco, è presente un altro esaedro, costituito da due ottaedri intrecciati, che raffigura raggi solari divergenti, una mappa del Turkmenistan realizzata in smalto verde vitreo, nonché un'immagine in rilievo in oro del profilo del primo presidente del Turkmenistan Saparmyrat Nyýazow e il Monumento all'indipendenza sito ad Aşgabat. Gli esagoni esterni ed interni sono separati l'uno dall'altro da un cerchio smaltato di verde di 60 mm di diametro e 7 mm di larghezza attorno al quale è posta la scritta "TURKMENISTANYN ILKINJI PREZIDENTI BEYIK SAPARMYRAT TURKMENBASY» ORDENI".
Il peso totale dell'ordine è di 760,0 (+/- 2,5%) grammi, il numero totale di diamanti è di 256 pezzi (18,5 carati).

## Insigniti
- Khalifa bin Zayed Al Nahyan (2008) - Presidente degli Emirati Arabi Uniti [7]
- Hu Jintao (2008) - Presidente della Repubblica Popolare Cinese [8]